# 長野県松本養護学校
長野県松本養護学校（ながのけん まつもとようごがっこう）は、長野県松本市今井に所在する特別支援学校。知的障害のある児童・生徒を対象としている。小学部・中学部・高等部を設置し、寄宿舎を併設している。また、長野県松本盲学校内に分教室として「しなの木教室」と「ひだまり教室」を設置している。  

## 概要

### 小学部
今井保育園や松本市立今井小学校との交流活動が行われている。  

### 中学部
作業学習の一環として、手芸班・粘土班・木工班などの作業班活動を実施している。  

### 高等部
高等部には「日常生活・社会生活支援コース（A・Bコース）」と「自立生活支援コース（Cコース）」が設けられている。作業学習として、エコロジー班・園芸班・手芸班・粘土班・農耕班・木工班などがあり、月曜から木曜の午前中に活動を行う。学習の成果を地域での郊外販売を通して発表する機会も設けられている。  
現場実習は段階的に実施され、1年生は前期に校内実習、後期に5日以内の実習を行う。2年生は前期・後期ともに10日以内の実習、3年生は前期に15日以内、後期に20日以内の実習が行われる。  

### ひまわり部
医療的ケアが必要な児童生徒のための部門で、訪問学習と通学による学習の両方が行われている。看護師が常駐している。  

### 寄宿舎
寄宿舎は1年間の入舎制で、月曜から木曜までの4泊が基本となる。希望に基づき、学校の判断で入舎が決定される。

## 沿革
- 1972年（昭和47年） - 松本市今井地区に開校。中信地区全域の知的障害のある児童生徒を対象とする。開校当初の在籍者は64人（小学部・中学部のみ）で、高等部は翌1973年（昭和48年）に設置された。
- 1981年（昭和56年） - 在籍者数が想定していた160人を上回る。
- 1988年（昭和63年） - 長野県安曇養護学校が開校。松本養護学校の在籍者数が一時的に減少する。
- 1995年（平成7年） - 長野県木曽養護学校が開校。児童生徒数は再び減少するが、その後は高等部を中心に増加を続ける。
- 1998年（平成10年） - 教室不足が深刻化。校庭に軽量鉄骨造の校舎を増設したほか、職員室や特別教室を教室に転用するなどの対応を行うも、過大・過密の状態が続く。
- 2018年（平成30年） - 中信地区特別支援学校再編整備計画に基づき、松本盲学校内に「しなの木教室」と「ひだまり教室」を分教室として設置。また、長野県寿台養護学校に知的障害部門を新設し、松本市東部および塩尻市の一部に居住する児童生徒の学区を変更。
- 2017年（平成29年） - 在籍者数は292人。
- 2021年（令和3年） - 本校の在籍者数は203人に減少。これにより、転用していた特別教室の一部を元の用途に戻すことが可能となった[4]。

## 児童・生徒数
- 生徒数：274名
- 教職員数：190名

（令和7年度時点）

## 通学区域
松本市西部、塩尻市西部、山形村、朝日村

## 主な行事

### 小学部
- 1学期：1年生を迎える会（4月実施）、6年修学旅行（6月実施）
- 2学期：松養祭、6年セイジオザワ鑑賞（8月実施）、5年宿泊学習（10月実施）
- 3学期：音楽学芸会（2月実施）、6年生・転出生とのお別れ会（2月実施）

### 中学部
- 1学期：新入生歓迎会、1年校外学習（日帰り）、2年宿泊学習、3年修学旅行
- 2学期：松養祭、校外学習（日帰り）
- 3学期：新年会、音楽学習発表会、3年生お別れ会

### 高等部
- 1学期：新入生歓迎会、1年校外学習（7月実施）、2年宿泊学習（1泊2日、7月実施）、3年修学旅行（2泊3日、7月実施）
- 2学期：松養祭
- 3学期：郊外販売、音楽・学習発表会、3年生を送る会[6]

## 所在地
本校
- 〒390-1182　長野県松本市今井1535

信濃学園分室
- 〒390-1401　長野県松本市波田4417-5

しなの木教室・ひだまり教室（長野県松本盲学校内）
- 〒390-0802　長野県松本市旭2-11-66